# Gammarus palustris
Gammarus palustris är en kräftdjursart som beskrevs av Edward Lloyd Bousfield 1969. Gammarus palustris ingår i släktet Gammarus och familjen Gammaridae. Inga underarter finns listade i Catalogue of Life.